# Тан Шэнцзе
Тан Шэнцзе (кит. упр. 唐胜杰, пиньинь Táng Shèngjié, родился в декабре 1989г.) — китайский военный летчик и тайконавт (космонавт).

## Биография
Тан Шэнцзе, по национальности — хань, уроженец Динси, провинция Ганьсу. Родился в декабре 1989 года, поступил на службу в НОАК в сентябре 2008 года, в Коммунистической партии Китая с марта 2013 года. Тан Шэнцзе был командиром лётной эскадрильи бригады авиационного корпуса ВВС и имел звание лётчика первого класса ВВС в чине подполковника. В сентябре 2020 года он был назначен в отряд космонавтов Китая в результате третьего набора. 25 октября 2023 года было объявлено о включении Тан Шэнцзе в экипаж пилотируемой миссии космического корабля «Шэньчжоу-17» для осуществления шестой основной экспедиции на  орбитальную станцию Тяньгун..
Статистика полетов
| #               | Корабль, Миссия         | Старт, UTC           | Корабль посадки | Посадка, UTC         | Налёт                | ВКД: время (количество) |
| --------------- | ----------------------- | -------------------- | --------------- | -------------------- | -------------------- | ----------------------- |
| 1               | Шэньчжоу-17, Тяньгун(6) | 26.10.2023, 03:14:02 | Шэньчжоу-17     | 30.04.2024, 09:46:06 | 187дн. 6час. 32мин.  | 7час. 30мин. (1)        |
| Суммарный налёт | Суммарный налёт         | Суммарный налёт      | Суммарный налёт | Суммарный налёт      | 187дн. 06час. 32мин. | 7час. 30мин. (1)        |

### Комментарии
1. ↑  ВКД — Внекорабельная деятельность или выход в открытый космос